# Finale della Coppa UEFA 1983-1984
La finale della 13ª edizione della Coppa UEFA fu disputata in gara d'andata e ritorno tra Anderlecht e Tottenham. Il 9 maggio 1984 allo stadio Constant Vanden Stock di Anderlecht la partita, arbitrata dallo svizzero Bruno Galler, finì 1-1.
La gara di ritorno si disputò dopo due settimane al White Hart Lane di Londra e fu arbitrata dal tedesco occidentale Volker Roth. Il match terminò 1-1 e ad aggiudicarsi il trofeo fu la squadra inglese, che vinse 4-3 ai rigori.

## Le squadre
| Squadre    | Partecipazioni precedenti (il grassetto indica la vittoria) |
| ---------- | ----------------------------------------------------------- |
| Anderlecht | 1 (1983)                                                    |
| Tottenham  | 2 (1972, 1974)                                              |

## Il cammino verso la finale
L'Anderlecht di Paul van Himst esordì contro i norvegesi del Bryne vincendo con un risultato aggregato di 4-1. Nel secondo turno i belgi affrontarono i cecoslovacchi del Baník Ostrava, battendoli con un risultato complessivo di 4-2. Agli ottavi di finale i francesi del Lens furono sconfitti di misura in casa dopo aver pareggiato per 1-1 in Francia. Ai quarti i Paars-wit affrontarono i sovietici dello Spartak Mosca, battendoli in casa 4-2 e perdendo in trasferta 1-0. In semifinale gli inglesi del Nottingham Forest vinsero l'andata 2-0, ma furono rimontati in Belgio per 3-0. Anni dopo si scoprirà che l'arbitro della gara di ritorno fu corrotto; egli concesse un rigore dubbio all'Anderlecht e annullò una rete al Nottingham.

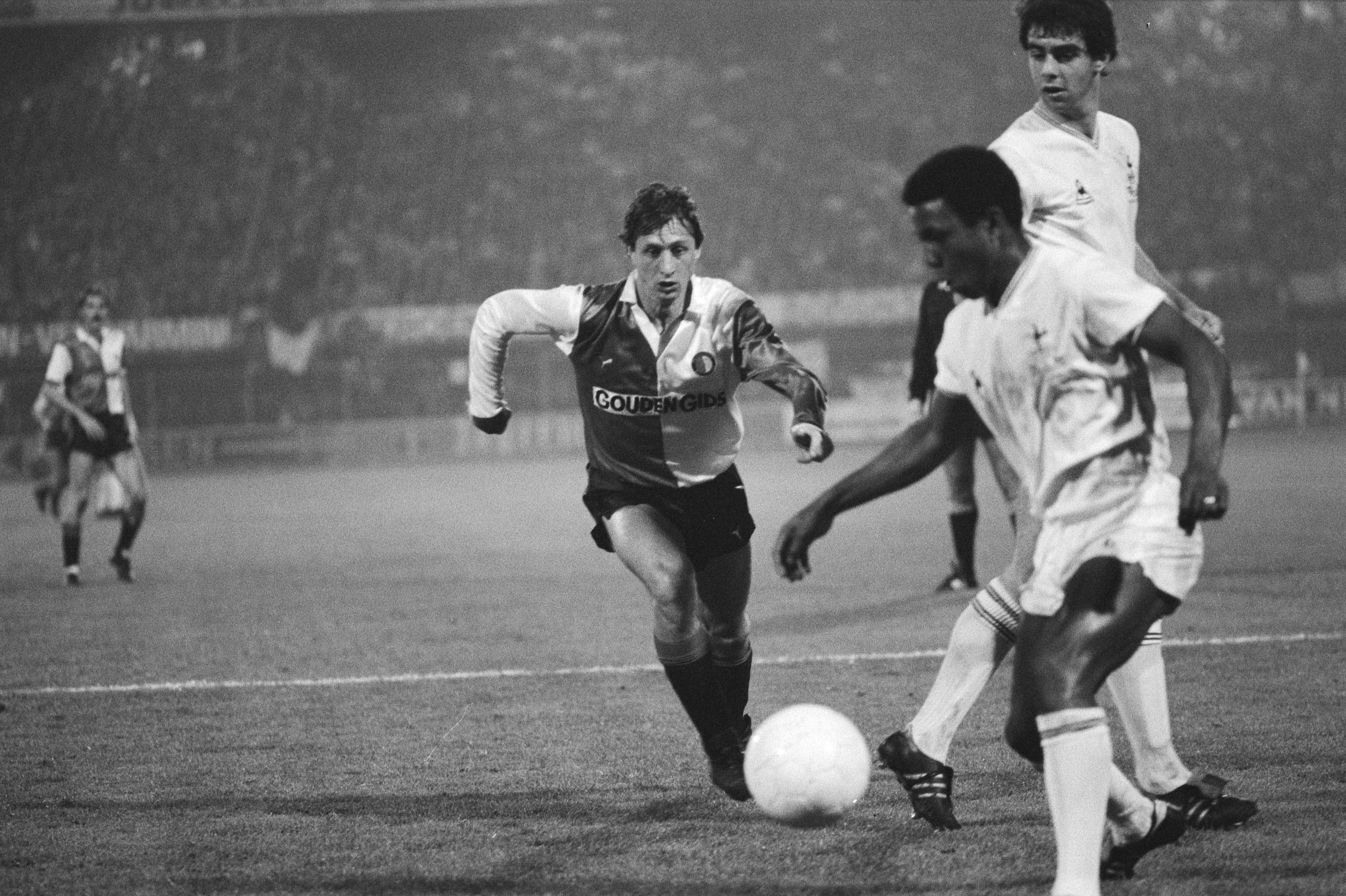
Un'azione di Johan Cruijff durante Feyenoord - Tottenham

Il Tottenham di Keith Burkinshaw iniziò il cammino europeo contro gli irlandesi del Drogheda Utd vincendo agilmente con un risultato complessivo di 14-0. Nel secondo turno gli inglesi affrontarono gli olandesi del Feyenoord, battendoli col risultato totale di 6-2. Agli ottavi i tedeschi occidentali del Bayern Monaco vinsero 1-0 all'Olympiastadion, ma furono rimontati per 2-0 al White Hart Lane. Ai quarti di finale gli Spurs affrontarono gli austriaci dell'Austria Vienna e passarono il turno grazie alla vittoria a Londra per 2-0 e al pari esterno per 2-2. In semifinale i sorprendenti jugoslavi dell'Hajduk Spalato furono superati solo grazie alla regola dei gol fuori casa, in virtù della sconfitta esterna per 2-1 e della vittoria in casa per 1-0.

## Le partite
A Bruxelles va in scena la finale d'andata tra l'Anderlecht, campione in carica, e il Tottenham, vincitore della prima edizione dodici anni prima. Il match è purtroppo preceduto dagli scontri generati dagli hooligan inglesi, che hanno portato all'arresto di 300 persone e alla morte di un ragazzo. In campo però c'è correttezza e fair play tra i calciatori, sebbene il gioco espresso non sia eccelso. Termina 1-1 con i gol di Paul Miller per gli inglesi e il pari a cinque minuti dalla fine di Morten Olsen.
Due settimane più tardi nella gara di ritorno a Londra, gli ospiti si presentano in campo più guardinghi, con una sola punta e pronti a sfruttare il contropiede. Dall'altro lato il Tottenham è forte del ruolino di marcia al White Hart Lane con 32 vittorie e 6 pareggi in 38 gare disputate. Gli inglesi sono piuttosto contratti e al quarto d'ora della ripresa i belgi passano con Alexandre Czerniatynski. Per gli Spurs è una doccia fredda, ma a pochi minuti dal termine Graham Roberts pareggia e porta la gara ai supplementari. Per la prima volta nella storia della Coppa UEFA il trofeo viene assegnato ai rigori. In questo frangente si esalta Parks che para due tiri (a Olsen e Guðjohnsen) e regala la coppa ai propri tifosi.

## Tabellini

### Andata
| Arbitro: | Bruno Galler |

|           |           |            |
| Olsen 85’ | Marcatori | 58’ Miller |

| Anderlecht | Tottenham |

| Anderlecht     |    |                         |  |     |
|                |    |                         |  |     |
| P              | 1  | Jacky Munaron           |  |     |
| D              | 4  | Walter De Greef         |  |     |
| D              | 6  | Georges Grün            |  |     |
| D              | 5  | Morten Olsen            |  |     |
| D              | 3  | Michel De Groote        |  |     |
| C              | 2  | Wim Hofkens             |  |     |
| C              | 7  | René Vandereycken       |  |     |
| C              | 10 | Enzo Scifo              |  |     |
| C              | 11 | Kenneth Brylle          |  |     |
| A              | 8  | Erwin Vandenbergh       |  | 82’ |
| A              | 9  | Alexandre Czerniatynski |  | 64’ |
| Sostituzioni:  |    |                         |  |     |
| A              | 14 | Franky Vercauteren      |  | 64’ |
| C              | 16 | Frank Arnesen           |  | 82’ |
| Allenatore:    |    |                         |  |     |
| Paul Van Himst |    |                         |  |     |

| Tottenham        |    |                 |     |     |
|                  |    |                 |     |     |
| P                | 1  | Tony Parks      |     |     |
| D                | 2  | Danny Thomas    |     |     |
| D                | 3  | Chris Hughton   |     |     |
| D                | 4  | Graham Roberts  |     |     |
| D                | 5  | Paul Miller     |     |     |
| C                | 6  | Steve Perryman  | 68’ |     |
| C                | 7  | Micky Hazard    |     |     |
| A                | 8  | Mark Falco      |     |     |
| A                | 9  | Steve Archibald |     |     |
| C                | 10 | Gary Stevens    |     | 80’ |
| C                | 11 | Tony Galvin     | 71’ |     |
| Sostituzioni:    |    |                 |     |     |
| D                | 12 | Gary Mabbutt    |     | 80’ |
|                  |    |                 |     |     |
| Allenatore:      |    |                 |     |     |
| Keith Burkinshaw |    |                 |     |     |

### Ritorno
| Arbitro: | Volker Roth |

|                                        |                      |                                         |
| Roberts 83’                            | Marcatori            | 60’ Czerniatynski                       |
| Roberts Falco Stevens Archibald Thomas | Tiri di rigore 4 – 3 | Olsen Grün Scifo Vercauteren Guðjohnsen |

| Tottenham | Anderlecht |

| Tottenham        |    |                 |     |     |
|                  |    |                 |     |     |
| P                | 1  | Tony Parks      |     |     |
| D                | 2  | Danny Thomas    |     |     |
| D                | 3  | Chris Hughton   |     |     |
| D                | 4  | Graham Roberts  |     |     |
| D                | 5  | Paul Miller     | 73’ | 77’ |
| C                | 6  | Gary Mabbutt    |     | 73’ |
| C                | 7  | Micky Hazard    |     |     |
| A                | 8  | Mark Falco      | 70’ |     |
| A                | 9  | Steve Archibald |     |     |
| C                | 10 | Gary Stevens    | 57’ |     |
| C                | 11 | Tony Galvin     |     |     |
| Sostituzioni:    |    |                 |     |     |
| C                | 12 | Osvaldo Ardiles |     | 73’ |
| C                | 16 | Ally Dick       |     | 77’ |
| Allenatore:      |    |                 |     |     |
| Keith Burkinshaw |    |                 |     |     |

| Anderlecht     |    |                         |     |      |
|                |    |                         |     |      |
| P              | 1  | Jacky Munaron           |     |      |
| C              | 2  | Wim Hofkens             |     |      |
| D              | 6  | Georges Grün            |     |      |
| D              | 4  | Walter De Greef         |     |      |
| D              | 5  | Morten Olsen            |     |      |
| D              | 4  | Michel De Groote        |     |      |
| A              | 7  | Frank Arnesen           | 42’ | 77’  |
| C              | 8  | René Vandereycken       |     |      |
| C              | 10 | Enzo Scifo              |     |      |
| A              | 9  | Alexandre Czerniatynski |     | 103’ |
| C              | 11 | Franky Vercauteren      |     |      |
| Sostituzioni:  |    |                         |     |      |
| A              | 14 | Kenneth Brylle          |     | 103’ |
| A              | 16 | Arnór Guðjohnsen        |     | 77’  |
| Allenatore:    |    |                         |     |      |
| Paul Van Himst |    |                         |     |      |